# 다이코지정
다이코지정(大光寺町)은 아오모리현 미나미쓰가루군에 놓여졌던 정이다. 1889년의 정촌제 시행으로 다이코지촌으로 성립하여 1943년에 다이코지정이 되었다. 1955년 주변 정촌과의 합병에 의해 히라카정 다이코지가 되고 또한 히라카정이 2006년에 합병해 히라카와시가 되고, 히라카와시 다이코지가 되어 자치체는 소멸하였다.

## 역사
쓰가루 평야의 중심에 위치한 이 지역은 군사, 경제, 교통의 요충지였다. 이러한 이유로, 그 땅을 둘러싼 싸움은 고대부터 반복되어 왔다.
전국 시대에 다이코지는 쓰가루의 지배하에 들어갔다.에도 시대에 쓰가루 씨는 히로사키 성을 본거지로 삼고 다이코지 성을 파괴했다.그 결과 다이코지는 농촌이 되었다.

## 연혁
- 1889년 4월 1일 - 정촌제 시행에 의해 미나미쓰가루군 다이코지촌, 혼마치촌, 고와모리촌, 아라타촌, 나에우마쓰촌, 다테다촌, 마쓰자키촌, 다테야마촌, 마쓰다테촌, 스기타테촌이 합병되어 다이코지촌을 발족하였다.
- 1943년 4월 1일 - 정제 시행해 다이코지정이 되었다.
- 1955년 3월 1일 - 미나미쓰가루군 가시와기정, 다케다테촌, 마치이촌, 오자키촌과 합병해 히라가정이 되어 소멸하였다.

## 교통

### 철도
- 일본국유철도
  - 고난선